# نيه أبلوفسكاريس (فرقة موسيقية)
نيه أبلوفسكاريس (تعني باللاتينية «لا تنسى») هي فرقة بروغرسيف ميتال أسترالية مكونة من ست أعضاء من ملبورن. تشكلت الفرقة في البداية بأربع أعضاء في أبريل عام 2003، تجمعت المجموعة التي شكلت الفرقة على يد مارك كامبل، صاحب لقب «زينوار»، وآدم كوبر. تضم الفرقة حاليًا المغني زينوار، وعازف الكمان والمغني بالصوت النقي تيم تشارلز، وعازفي الإيتار مات كلافنس وبنجامين باريت، وعازف الباس مارتينو غاراتوني، وعازف الطبل دانيال بريسلاند. أطلقت الفرقة حتى هذه اللحظة عملين استعراضيين (ديمو) وعملين عزفيين واسعين، وثلاثة ألبومات. أُطلق ألبومهم الأخير الذي يحمل اسم «إرن» (جرة رماد الموتى) في 27 أكتوبر عام 2017. قالت الفرقة عبر صفحتها الرسمية على موقع التواصل الاجتماعي (الفيسبوك) في 28 مايو 2019 أنها تعمل على كتابة ألبوم جديد من المتوقع أن يصدر عام 2020، غير أن الموعد الرسمي لصدور الألبوم ليس محددًا بعد.

## التاريخ

### التأسيس والسنوات الأولى
تشكلت نيه أبلوفسكاريس في أبريل 2003 على يد المغني زينوار وعازف الباس آدم كوبر، انضم إليهم لاحقًا عازف غيتار آخر ومغنية ذات صوت ندي. انضم إليهم المغني الحالي وعازف الكمان تيم تشارلز في سبتمبر 2003. تعرضت الفرقة للكثير من التغيرات في أعضاءها قبل إطلاق العمل الاستعراضي الأول لهم، والذي أُطلق عليه اسم «ذي أورورا فيل» (وشاح الشفق)، وذلك عام 2007. بزر في العمل الاستعراضي ثلاث أغنيات ظهرت بعد ذلك في ألبومهم الأول. أظهرت موسيقاهم، التي كانت متجذرة بعمق في نمط الإكستريم ميتال، أنهم كانوا متأثرين بأنماط موسيقية متعددة، من ضمنها أنماط الديث والبلاك والثراش والميلوديك ميتال، بالإضافة إلى تأثرهم بالموسيقى الكلاسيكية والجاز وموسيقى الأفات غاردي وموسيقى الفلامينغو.

### «بورتال أوف آي» (بوابة الأنا) 2012 – 2014
أُطلق هذا الألبوم في 7 مايو 2012. كان «بورتال أوف آي» أول ألبوم كامل تصدره الفرقة. أُجّل إطلاق الألبوم بسبب رحيل عازف الإيتار في الفرقة، كوري كينغ، وذلك عام 2007، والبحث عن بديل له. انضم بنجامين باريت لاحقًا كعازف غيتار أساسي، لكنه تعرض للكثير من التأجيل المطول في عمليات التأشيرات أثناء السفر.
تلقى الألبوم تقييمات إيجابية بشكل عام، ومدحت مجلة «ميتال إنجكشن» التأليف والحس الموسيقي في الألبوم.
أطلقت الفرقة جولات لدعم الألبوم، وقد أخدتهم هذه الجولات إلى خارج أستراليا للمرة الأولى، إذ عزفت الفرقة في اليابان والصين وتايوان وهونغ كونغ وتايلاندا. كانت الفرقة هي الأكثر تأثيرًا أيضًا في مهرجان «بروغفيست» عام 2012 الذي جرى في أرجاء أستراليا.
كانت أغنية «آند بليغ فلاورز ذا كلايدوسكوب» (وأزهار الطاعون المشكال) من ألبوم «بورتال أوف آي» مدرجة لتعليم المناهج الدراسية في الكونسرفاتوار الموسيقي في سيدني، وحُللت الأغنية بسبب التأليف الفريد لها.

### «سيتادل» (قلعة) 2014 – 2017
سُجل الألبوم خلال عام 2013، أُطلق «سيتادل» بوساطة شركة إنتاج «سيزون أوف مست» في 7 نوفمبر 2014. حاز الألبوم على المرتبة 42 في قائمة أريا تشارتس.
شهدت الجولة العالمية اللاحقة عودة نيه أبلوفسكاريس إلى آسيا لدعم فرقة «فليشغاد أبوكالبيس»، بالإضافة إلى كونها جولتهم الأولى في أوروبا والمملكة المتحدة وأمريكا الشمالية، إذ دعموا فرقة «كريدل أوف فليث» البريطانية. كما عزفوا في الهند لأول مرة.

### «إرن» (جرة رماد الموتى) 2017 – حتى الوقت الحاضر
أعلنت الفرقة في 26 يوليو 2017 عن ألبومها الجديد بعنوان «إرن»، الذي أُطلق في 27 أكتوبر 2017، وأطلقت فيديو موسيقي لأغنية «إنترا فينوس» (في لب الإلهة فينوس). أعلنوا أيضًا عن قدوم روبن زيلورست، العضو السابق في فرق «سينس» و«إكسفاوس» و«آر أوشن» كعازف الباس الموسمي لهم. أطلقوا في 29 أغسطس 2017 أغنية أخرى من الألبوم بعنوان «إرن (الجزء الأول) – آند ويثن ذا فاود وي آر بريثليس» (وبين الفراغ نحن لاهثون). أطلقوا في 10 أكتوبر 2017 أغنية أخرى بعنوان «إرن (الجزء الثاني) – آس إمبيرس دانس إن آر آيس» (بينما تكون جمرات الرقص على مرأى أعيننا». فُتح ألبوم إرن أمام تبرعات المساهمين في موقع باتريون بعد عدة أيام.

## الأعضاء الحاليون
- تيم تشارلز: عازف كمان (2003 – حتى الوقت الحالي)، مغني بالصوت النقي (2004 – حتى الوقت الحالي)
- مارك «زينوار» كامبل: مغني بالصوت القاسي، كاتب أغاني (2003 – حتى الوقت الحالي)
- مات كلافنس: عازف غيتار (2004 – حتى الوقت الحاضر)
- دانيال بريسلاند: عازف غيتار (2004 – 2011، 2012  - حتى الوقت الحاضر)
- بنجامين باريت: عازف غيتار أساسي (2008 – حتى الوقت الحاضر)
- مارتينو غاراتوني: عازف باس (2007 – حتى الوقت الحاضر)

## الديسكوغرافيا
الألبومات الكاملة
- بورتال أوف آي (2012)
- سيتادل (2014)
- إرن (2017)

المعزوفات الممتدة
- ذي أوروا فيل (2007 – عمل استعراضي)
- ساراباند تو نايل (2015 – إعادة تسجيل لمقطوعة قديمة من عامي 2004-2005)
- هيرايث (إعادة تسجيل لمقطوعة قديمة من 2004-2005)

## روابط خارجية
- نيه أبلوفسكاريس (فرقة موسيقية) على موقع ميوزك برينز (الإنجليزية)
- نيه أبلوفسكاريس (فرقة موسيقية) على موقع أول ميوزيك (الإنجليزية)
- نيه أبلوفسكاريس (فرقة موسيقية) على موقع ديسكوغز (الإنجليزية)